# Proteina fibrosa

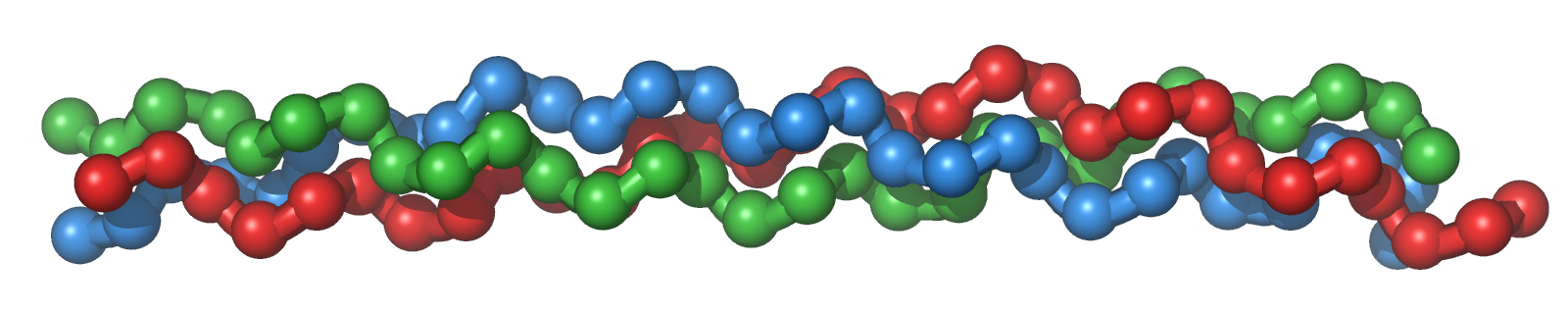
Rappresentazione della struttura del tropocollagene, una proteina fibrosa.

Le proteine fibrose sono proteine costituite da catene polipeptidiche disposte in fasci o foglietti, costituite per lo più da un solo tipo di struttura secondaria. Queste proteine hanno funzioni fondamentalmente strutturali, a differenza delle proteine globulari tra le quali si annoverano numerosi enzimi, e costituiscono strutture di sostegno e di protezione all'interno o all'esterno della cellula, in genere resistenti all'attacco di enzimi proteolitici.
Alcuni esempi di proteine fibrose sono l'α-cheratina, il collagene, l'elastina e la fibroina della seta.

## Struttura
Le proteine fibrose sono proteine lunghe (con un rapporto lunghezza:larghezza superiore a 10), dalla struttura semplice a forma di barra o filamento. Queste proteine sono proteine strutturali o proteine coinvolte nello stoccaggio di elementi (ioni o amminoacidi) che sono tipicamente inerti e insolubili in acqua. Le proteine fibrose sono spesso costituite da aggregati di monomeri o polimeri mantenuti insieme dall'interazione di gruppi laterali idrofobici che sporgono dalla molecola.
La sequenza peptidica delle proteine fibrose presenta in genere un numero limitato di residui ripetuti; questa disposizione può generare strutture secondarie insolite, come avviene per l'elica collagene. Le strutture presentano spesso legami crociati tra le catene (ad esempio, ponti disolfuro tra le catene di cheratina).
Grazie alla loro struttura semplice e all'assenza di strutture fondamentali quali le strutture terziarie e quaternarie, presenti invece nelle proteine globulari, le proteine fibrose tendono a non denaturare con la stessa facilità di proteine globulari e ad essere pertanto molto più resistenti alle alte temperature e a condizioni di pH non fisiologiche.

## Funzione
Le proteine fibrose determinano la forma, la protezione e la resistenza delle cellule dei vertebrati. La cheratina, ad esempio, si è evoluta per resistere alla tensione meccanica ed è presente infatti in quei distretti corporei soggetti a sollecitazioni fisiche (pelle, peli, unghie e artigli). Il collagene e l'elastina, similmente, sono resistenti alla tensione ma sono nettamente più elastici rispetto alla cheratina: la loro funzione è infatti quella di mantenere l'elasticità di strutture quali vasi sanguigni, tendini e membrane basali offrendo contemporaneamente resistenza strutturale.
Grazie alla loro struttura semplice e alla loro resistenza, le proteine fibrose hanno giocato un ruolo fondamentale nello sviluppo delle conoscenze sulle proteine e sulla loro struttura, e sul rapporto tra struttura e funzione.